# 根西鎊
根西鎊（英語：Guernsey pound）是目前根西的流通貨幣。从1921年开始根西与英国结成貨幣同盟，根西鎊不是一个独立的货币，而是以英镑為單位的地方地区性纸币和硬币，它类似于苏格兰和北爱尔兰发行的英鎊货币。它与其它英镑区内的纸币和硬币通用。
因此没有根西鎊的货币码，在需要使用根西鎊时一般使用。

## 历史
至19世纪初为止根西主要使用法国货币。至1834年为止法國里弗这样的硬币在根西依然是合法货币。从1830年开始根西島开始自己铸造铜币道布（double）。这些铜币的基本值为法国法郎的1/80。硬币的面值有1、2、4和8。面值为8的硬币被称为根西岛便士。12个便士为一先令（相当于1.2法郎）。这个先令与英国的先令不等值（英国先令值1.26法郎）。从1827年开始根西岛也发行纸币，纸币的单位为镑。1848年发布的法令规定英镑为合法货币，一英镑相当于一根西島鎊又一先令又三便士（即2040道布）。两年后这个法令被撤回，岛上依然使用法国货币。1870年英国硬币又被规定为合法货币，一英国先令相当于12.5根西島便士。1873年英格兰银行的纸币成为合法货币。1914年根西島发行了新德里纸币，有些这些纸币上印有根西島先令或者法郎的单位。
第一次世界大战后法郎对英镑开始贬值。因此1921年根西島鎊与英镑等值，同时采纳了一根西岛便士等于一英国便士的转换，同时允许根西岛的硬币继续流行。21根西岛先令则兑换为一英镑。第一次世界大战期间发行的纸币被盖上“英国”的章来表示这个改变。新纸币和英国银币与过去的硬币同时流通。从1956年开始根西岛还铸造特有的三便士硬币。
1971年根西岛随其它不列顛群島引入十进制，一英镑等于100便士，并发行从半便士到50便士的硬币（后来又开始发行1和2根西島鎊的硬币）。

## 使用地区
根西島鎊和其它英镑均可以在根西岛使用。一些商店也接受欧元，其它货币可以在外币兑换处兑换。根西島鎊仅在根西岛上是官方货币，但是在澤西島自由流通。

## 硬币
从1830年至1956年根西岛有面值为1、2、4和8的硬币，所有这些硬币的表面图案类似，在正面有岛的国徽和名称，反面有面值和日期。此外面值为8的硬币的两面还有一花环。
1956年面值为4和8的硬币重新设计。新设计正面有岛的法文名字和国徽，反面有英文名字、日期和根西百合。同年也引入了面值为3的硬币，正面与其它硬币正面一样，反面有一根西牛。
1968年根西岛与英国同时引入了5和10便士的新硬币，1969年50便士的硬币。1971年采纳十进制后引入了1/2、1和2便士的新硬币。这些硬币的大小和英国硬币相同。1981年引入1根西島鎊的硬币，比英国早两年。1982年和1998年分别与英国同时引入了20便士和2镑的硬币。1981年的硬币比今天的硬币要薄得多，也要稍微轻一点。
到1985年为止十进制硬币的正面图案与过去的硬币一样，1985年添加伊丽莎白二世的头像，背面的图像为：

根西現在流通使用的硬幣系列。

| 面值 | 1968年-1984年                   | 1985年-      |
| ---- | ------------------------------- | ------------ |
| ½p   | 数字                            |              |
| 1p   | 塘鹅                            | 虾           |
| 2p   | 风车                            | 根西牛       |
| 5p   | 根西百合                        | 快艇         |
| 10p  | 根西牛                          | 西红柿       |
| 20p  | 根西奶罐                        | 轮牙和地图   |
| 50p  | 诺曼底公爵帽                    | 根西岛小蒼蘭 |
| £1   | 根西百合（1981年） 船（1983年） | 抽象设计     |
| £2   |                                 | 旗           |

## 纸币

根西現在流通的紙幣系列。

1827年根西岛引入一根西島鎊纸币。1861年和1886年根西岛银行公司和根西岛商业银行公司也分别发行过一根西島鎊纸币。1914年商业银行丧失发行纸币的权利，但其纸币一直流行到1924年。1914年又開始发行5和10先令的纸币，这些纸币也分别标值为6和12法郎。
1921年纸币被盖上“英国”的章来表示根西島鎊与英镑等值。自1924年開始发行的10先令纸币上更移除法郎的字样，並且停止發行5先令的纸币。
1941年德国占领后发行6便士、1先令3便士、2先令6便士和5先令的纸币。1942年1先令3便士的纸币被转印为1先令。1945年解放后，5根西島鎊的纸币被引入，所有10先令以下的纸币被废用，10先令纸币則被新的50便士硬币取代。
1975年引入10根西島鎊、1980年20根西島鎊、1994年50根西島鎊纸币。1和2根西島鎊纸币也被引入过，1根西島鎊纸币依然有流通。
| 纸币 | 纸币        | 纸币       | 纸币                        | 纸币                                             |
| 面值 | 大小        | 主要颜色   | 正面                        | 反面                                             |
| ---- | ----------- | ---------- | --------------------------- | ------------------------------------------------ |
| £1   | 128 x 65 mm | 绿色       | 聖彼得港市场                | 根西岛总督，1762年-1842年 1840年圣彼得港皇家法院 |
| £5   | 137 x 70 mm | 粉色       | 伊丽莎白二世 教堂           | 格蕾堡 1862年灯塔                                |
| £10  | 142 x 75 mm | 蓝色和橙色 | 伊丽莎白二世 伊丽莎白学院   | 公园 水磨房                                      |
| £20  | 150 x 80 mm | 粉色       | 伊丽莎白二世 圣詹姆斯音乐厅 | 城堡 教堂                                        |
| £50  | 156 x 85 mm | 棕色       | 伊丽莎白二世 皇家法庭建筑   | 信件 教堂                                        |

## 外部連結
- 唐的世界硬币画廊：Guernsey
- 罗恩·怀斯的世界纸币：Guernsey 镜像网站
- 环球货币历史：Guernsey
- 《环球金融资料》货币历史表格（ 微软试算表格式）
- 格恩西钞票 （页面存档备份，存于） （英文）（德文）